# José Barea
José Juan Barea Mora, detto J.J. (Mayagüez, 26 giugno 1984), è un ex cestista e allenatore di pallacanestro portoricano.

## Carriera
Nel 2011 è stato il secondo portoricano della storia, dopo Butch Lee nel 1980, a vincere l'anello NBA.

## Statistiche

### College
| Anno      | Squadra            | PG  | PT  | MP   | TC%  | 3P%  | TL%  | RP  | AP  | PRP | SP  | PP   |
| --------- | ------------------ | --- | --- | ---- | ---- | ---- | ---- | --- | --- | --- | --- | ---- |
| 2002-2003 | Northeast. Huskies | 28  | 28  | 32,2 | 40,7 | 31,6 | 78,5 | 3,0 | 3,9 | 1,6 | 0,0 | 17,0 |
| 2003-2004 | Northeast. Huskies | 26  | 25  | 34,2 | 38,5 | 35,8 | 71,9 | 3,6 | 5,8 | 1,7 | 0,0 | 20,7 |
| 2004-2005 | Northeast. Huskies | 30  | 30  | 33,2 | 41,9 | 32,1 | 78,4 | 4,3 | 7,3 | 1,8 | 0,0 | 22,2 |
| 2005-2006 | Northeast. Huskies | 29  | 29  | 33,6 | 40,0 | 29,1 | 76,4 | 4,4 | 8,4 | 1,3 | 0,0 | 21,0 |
| Carriera  | Carriera           | 113 | 112 | 33,3 | 40,4 | 32,1 | 76,4 | 3,9 | 6,4 | 1,6 | 0,0 | 20,3 |

### NBA

#### Regular Season
| Anno       | Squadra            | PG  | PT  | MP   | TC%  | 3P%  | TL%  | RP  | AP  | PRP | SP  | PP   |
| ---------- | ------------------ | --- | --- | ---- | ---- | ---- | ---- | --- | --- | --- | --- | ---- |
| 2006-2007  | Dallas Mavericks   | 33  | 1   | 5,8  | 35,9 | 28,6 | 66,7 | 0,8 | 0,7 | 0,0 | 0,0 | 2,4  |
| 2007-2008  | Dallas Mavericks   | 44  | 9   | 10,5 | 41,8 | 38,9 | 80,0 | 1,1 | 1,3 | 0,3 | 0,0 | 4,3  |
| 2008-2009  | Dallas Mavericks   | 79  | 15  | 20,3 | 44,2 | 35,7 | 75,3 | 2,2 | 3,4 | 0,5 | 0,1 | 7,8  |
| 2009-2010  | Dallas Mavericks   | 78  | 18  | 19,8 | 44,0 | 35,7 | 84,4 | 1,9 | 3,3 | 0,4 | 0,1 | 7,6  |
| 2010-2011† | Dallas Mavericks   | 81  | 2   | 20,6 | 43,9 | 34,9 | 84,7 | 2,0 | 3,9 | 0,4 | 0,0 | 9,5  |
| 2011-2012  | Minnesota T'wolves | 41  | 11  | 25,2 | 40,0 | 37,1 | 77,6 | 2,8 | 5,7 | 0,5 | 0,0 | 11,3 |
| 2012-2013  | Minnesota T'wolves | 74  | 2   | 23,1 | 41,7 | 34,6 | 78,4 | 2,8 | 4,0 | 0,4 | 0,0 | 11,3 |
| 2013-2014  | Minnesota T'wolves | 79  | 1   | 18,6 | 38,7 | 31,6 | 79,0 | 1,9 | 3,8 | 0,3 | 0,0 | 8,4  |
| 2014-2015  | Dallas Mavericks   | 77  | 10  | 17,7 | 42,0 | 32,3 | 80,9 | 1,7 | 3,4 | 0,4 | 0,0 | 7,5  |
| 2015-2016  | Dallas Mavericks   | 74  | 16  | 22,5 | 44,6 | 38,5 | 77,1 | 2,1 | 4,1 | 0,4 | 0,0 | 10,9 |
| 2016-2017  | Dallas Mavericks   | 35  | 6   | 22,0 | 41,4 | 35,8 | 86,3 | 2,4 | 5,5 | 0,4 | 0,0 | 10,9 |
| 2017-2018  | Dallas Mavericks   | 69  | 11  | 23,2 | 43,9 | 36,7 | 78,4 | 2,9 | 6,3 | 0,5 | 0,0 | 11,6 |
| 2018-2019  | Dallas Mavericks   | 38  | 0   | 19,8 | 41,8 | 29,7 | 70,5 | 2,5 | 5,6 | 0,6 | 0,0 | 10,9 |
| 2019-2020  | Dallas Mavericks   | 29  | 6   | 15,5 | 41,1 | 37,6 | 90,9 | 1,8 | 3,9 | 0,2 | 0,1 | 7,7  |
| Carriera   | Carriera           | 831 | 108 | 19,6 | 42,4 | 35,2 | 79,4 | 2,1 | 3,9 | 0,4 | 0,0 | 8,9  |

## Palmarès
- Campionato NBA: 1

Dallas Mavericks: 2011